# Jack Heslop-Harrison
John "Jack" Heslop-Harrison FRS FAAAS (Middlesbrough, 10 de fevereiro de 1920 — 8 de maio de 1998) foi um soldado e botânico britânico.